# Kerkopbouw
De Vereniging Kerkopbouw was een vereniging binnen de Nederlandse Hervormde Kerk die werd opgericht op 16 februari 1931. Kerkopbouw streefde naar innerlijke hervorming en reorganisatie van de N-H Kerk. Oprichters van de Vereniging Kerkopbouw waren Oepke Noordmans, prof. dr. Annéus Marinus Brouwer, prof. dr. Johannes Lindeboom, prof. dr. Philip Kohnstamm e.a. Brouwer was de eerste voorzitter.
De vereniging werd opgericht als tegenhanger van de Vereniging Kerkherstel die een jaar eerder werd opgericht door prof. dr. Th. L. Haitjema en als enige streven had de reorganisatie van de Nederlands Hervormde Kerk door handhaving van de belijdenisgeschriften en de toepassing van kerkelijke tucht bij afwijking van die belijdenisgeschriften. Reorganisatie speelde bij Kerkopbouw wel een rol, maar niet de voornaamste. Zij streefde vooral naar innerlijke hervorming van de Kerk. Daarnaast was er aandacht voor belangrijke vraagstukken uit die tijd, zoals de positie van de vrouw, gemeentevorming, oecumene, liturgie en sociale vraagstukken. Binnen Kerkopbouw waren naast aanhangers van de ethische theologie ook rechts-vrijzinnigen actief. Dit leidde soms tot spanningen: de vrijzinnigen en de links-ethischen wensten onder geen beding kerkelijke tucht, terwijl sommige ethischen niet geheel afwijzend stond tegenover sommige vormen van kerkelijk tucht. Ook ontstonden er conflicten omtrent de liturgie. Mensen als Noordmans en de vrijzinnigen voelden weinig voor een liturgische hervorming, terwijl de leden van de Liturgische Kring, zoals prof. dr. Gerardus van der Leeuw, die eveneens actief was binnen Kerkopbouw, juist naar een vernieuwing en verrijking van de gereformeerde liturgie streefden.
De verhouding ten opzichte van Kerkherstel was aanvankelijk stroef en het kwam pas later tot samenwerking. Mede dankzij de rechtsgeleerde, prof. dr. Paul Scholten, kwam het in 1935 tot een akkoord tussen beide verenigingen inzake de reorganisatie van de Kerk. In 1938 presenteerden Kerkopbouw en Kerkherstel een ontwerp voor reorganisatie aan de synode. Het ontwerp werd echter door de synode afgewezen. 
Tijdens de Bezettingsjaren (1940-1945) werden er geen verdere activiteiten ontplooid. Na de oorlog werd de samenwerking tussen Kerkopbouw en Kerkherstel hervat en leidde dit uiteindelijk tot aanvaarding van het door de beide verenigingen voorbereide concept-kerkorde die in 1951 door de synode werd aanvaard. In datzelfde jaar werd Kerkopbouw opgeheven.

## Tijdschrift
De Vereniging Kerkopbouw gaf een tijdschrift onder de naam Kerkopbouw uit.

## Bron
- Red. Winkler Prins: Grote Winkler Prins Encyclopedie. Encyclopedie in 26 delen, negende druk 1991, dl. 13 Jungius - Kralendijk, Uitgeverij Elsevier A'dam en Antwerpen, p. 273